# 武亭
武亭（1905年—1952年10月），原名金武亭，朝鲜民主主义人民共和国政治、军事人物，曾任朝鲜共产党北朝鲜分局第二书记、朝鲜人民军副总司令兼炮兵总司令，民族保卫省副相（国防部副部长）等职。
武亭曾在中国长期从事革命工作，是中国工农红军首个炮兵团红三军团炮兵团和八路军首个正规炮兵团“总部炮兵团”的首任团长，有“中国红军炮兵鼻祖”之称，是中国人民解放军炮兵最早的创始人之一。他与杨林是仅有的两位完成万里长征的朝鲜军人。

## 早年生涯
1905年，武亭出生于朝鲜咸镜北道镜城郡。早年，他在京城府半工半读，1919年参加了三一运动。此后，他考入“中央高普”读中学。期间，他结识了吕运亨，并开始投身革命运动。1923年3月，武亭流亡中国，1924年考入北方军官学校（一说保定陆军军官学校）炮兵科，1925年加入中国共产党。1926年5月至8月，他参加了国民军决裂北洋军阀的南口战斗。毕业后，武亭随冯玉祥部参加了北伐战争，炮兵上尉军衔，1927年晋升为中校。:109
1927年四一二事件后，武亭遭通缉，在汉口被捕后被判死刑。但国民政府迫于武汉学生的抗议示威，后将他释放。在武昌法院革命者的帮助下，他摆脱汪精卫政府的追杀，到达上海，任中共上海朝鲜人支部委员。1929年，武亭参加了上海暴动，被英租界巡捕逮捕，后被判2个月的刑罚。同年12月，武亭获释，后流亡香港。:353:298-299

## 红军时期
到达香港不久，武亭前往江西中央苏区，加入彭德怀的红五军（1930年6月扩编成红三军团）。1930年7月，红三军团在湖南岳州缴获4门七五野炮和3门追击炮。据《彭德怀自述》记载：“占领岳州后，英、美、日兵舰仍如黄石港一样，很猖獗，对城岸乱轰。我们隐蔽地架好炮（当时，还只有我自己和一个朝鲜同志武亭会用炮），侍敌舰靠近时，还击了几十炮，大概十发以上打中兵舰，从此它们不敢抵岸射击了。”同年7月下旬，红三军团凭借这些大炮轰开长沙浏阳河西岸防线，最终攻下长沙。这是中国工农红军唯一一次攻占省城。期间，红军还缴获了3门大炮。
1930年7月31日，彭德怀在湖南平江组建中国工农红军首个炮兵团，武亭任团长。同年9月，彭德怀二次攻打长沙失利后，炮兵团缩编为炮兵营。武亭任营长。1931年5月13日，中央苏区第二次反围剿战争后，中共中央军委以红三军团炮兵营为基础在江西陂头成立直属军委，仍由红三军团指挥的炮兵团，下辖1个山炮连和2个迫击炮连。武亭任团长。由于战争艰苦，军委炮兵团损失严重，同年7月缩编为红三军炮兵教导大队，同年11月改为红军学校炮兵队。武亭一直任指挥员。1933年10月，红军特科学校成立后，红军学校炮兵队被扩编为特科学校炮兵营。武亭任营长和特科学校第二任校长。

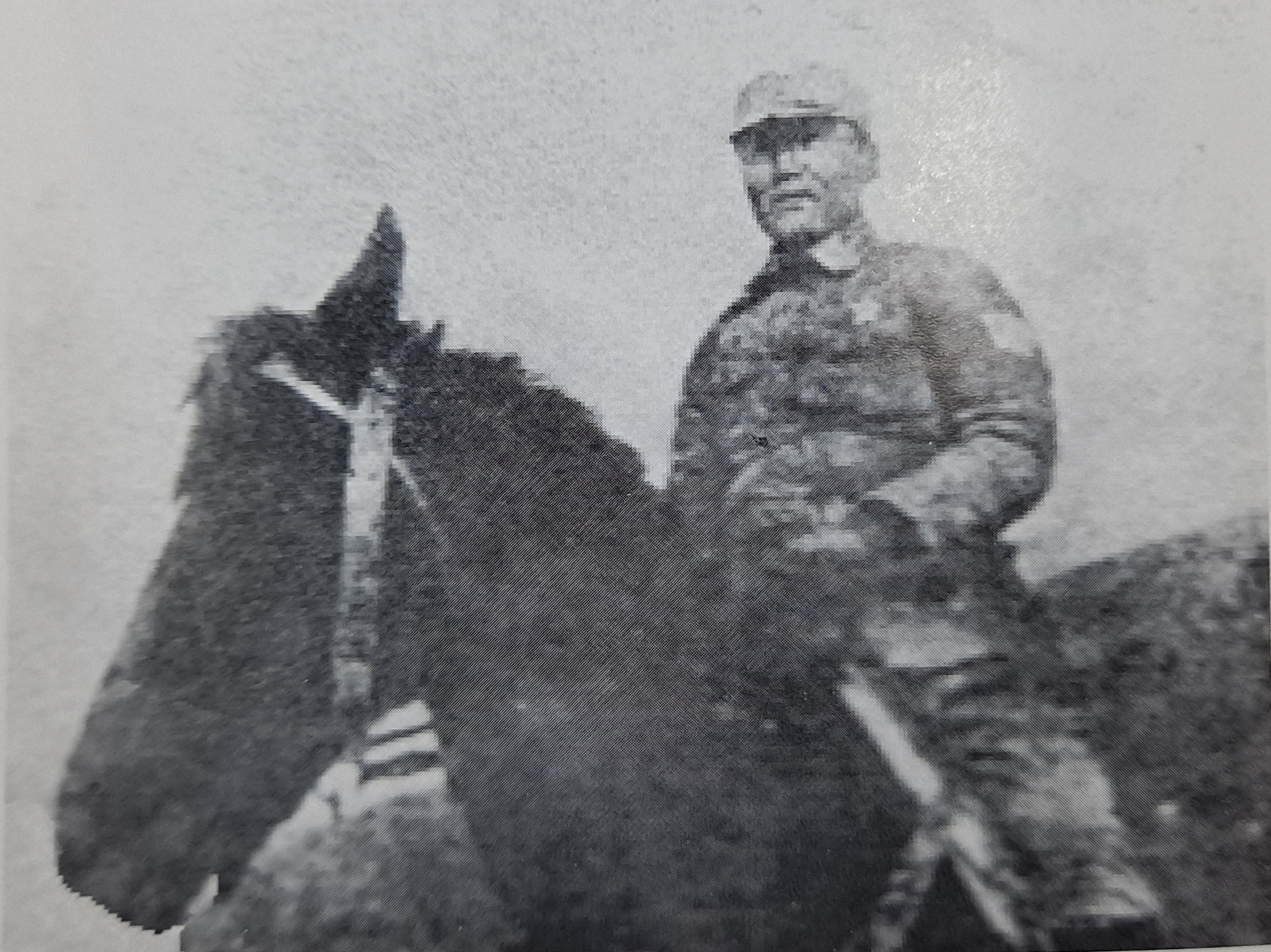
武亭骑马照

1934年3月中央苏区第五次反围剿战争期间，红军特科学校的一个山炮连被抽调到红三军团联合作战，同年7月与红三军团迫击炮连合编成立“红三军团炮兵营”。同年9月，红三军团炮兵营被改编为直属中共中央军委的“红星炮兵营”。武亭任营长。长征期间，武亭带领炮兵营多次在危急时刻帮助红军化险为夷，成为“救火队”。红军渡过湘江后，他开始兼任军委第三野战梯队司令员兼政委。同年12月，由于红星炮兵营弹药耗尽，黎平会议撤销了红星炮兵营。炮兵营一、二连被编入红三军团，三连被编入红一军团。武亭任红三军团炮兵营营长。
1935年，红一、四方面军会师后，当选红军总政委的张国焘收缴了各军团的电台密码本，使中共中央军委无法与各军团取得联系。此后，张国焘私自带兵南下，反对中共中央北上建立根据地的战略。彭德怀随即派武亭带警卫班急行军两天两夜，找到已经到达甘肃迭部县俄界的红一军团。1935年9月9日下午，红一方面军使用武亭提供的新电台密码本及时收到毛泽东发来的“行动方针有变，你部在原地休整，待令。”电文。9月11日，脱离险境的毛泽东等中共中央领导与红三军团、红军大学到达俄界与红一军团会师。聂荣臻事后多次说：“要不是武亭同志及时送来密码，我们根本无法和中央及三军团联系，更不知道听谁的了”。1935年11月，中央红军到达陕北后，武亭开始任红一军团第四师司令部参谋。由于长征的艰苦，他患上了胃病。1936年6月，武亭被派往中国人民抗日红军大学第一期高级干部科学习，同年底毕业后任红军总部作战科长。:356

## 八路军时期
1937年中国抗日战争爆发后，红军主力改编成“国民革命军第八路军”（简称八路军）。1938年1月28日，中共中央军委在山西临汾成立首个正规炮兵团——“总部炮兵团”:129-130。炮兵团由6个连和团部直属分队组成，总兵力超千人。武亭任团长。同年2月，武亭率部前往洛川整训，途径延安时得到毛泽东的接见。按毛泽东的指示，武亭举办了短期炮兵干部培训班，先后两次从抗日军政大学选拔200多名学员亲授射击原理和操炮要领，培养炮兵指挥官。应武亭的请求，周恩来从武汉为炮兵团购置了炮队镜盒测远机。
1938年8月，总部炮兵团一连奉命配合115师在汾（阳）离（石）公路附近伏击日军，首战告捷，歼灭日军400余人和2辆汽车，并缴获大量战马。1939年1月，总部炮兵团在成立一周年之际收到中央领导送来的锦旗。毛泽东亲笔题词：“炮兵团全体同志，八路军炮兵团成立已一周年，盼望你们努力政治、军事学科之学习，造成抗日战争中有力兵团，达到战无不胜攻无不克之目的，为八路军争模范！”。朱德题词：“坚持抗战，胜利属于我们的。”，还为炮兵团所办的报纸题写了报头“骨干”。
1939年2月，武亭率部奉命从洛川南下，后东渡黄河，进入晋东南地区八路军前沿司令部与侵华日军交战。同年9月，他和邱创成带领炮兵七、九连配合115师688团攻克河北磁县彭城镇，此后又指挥炮兵四连配合385旅拔掉日军在山西昔阳县东冶镇的最坚固据点。1940年2、3月间，武亭和邱创成率四、五、九炮兵连配合步兵成功击退石友三、朱怀冰、庞炳勋等部队对太行抗日根据地的进攻，全歼朱怀冰部3个师，得到总部通令嘉奖。
1940年8月至10月，武亭率总部炮兵团参加了百团大战。在阳泉狮脑山战斗和攻克榆社的战斗中，武亭凭借对日军火炮的熟悉，用缴获的大炮歼灭日军。在关家垴战斗中，为了消灭百米内凭借坟丘顽抗的日军，他手搬炮筒帮助神炮手赵章成摧毁了日军机枪阵地，为击退日军冈崎大队的反扑，保卫彭德怀的前沿指挥所作出贡献。彭德怀曾说：“我之所以敢把总部指挥所设在距敌军不到百米远的地方，就仗着武亭同志运用自如、百发百准的炮术”。
1941年，由于陕甘宁边区遇到最大困难，中共中央决定在延安南部的南泥湾拓荒发展农业。返回延安的武亭奉朱德之命带领炮兵团两个营率先拉开南泥湾的开发序幕。半年后，武亭在南泥湾开辟出一条6米宽的公路，在荒地上种植了庄稼。此后，王震率三五九旅开进南泥湾，成为开发南泥湾的主力，使垦荒规模迅速扩大。:358

## 义勇军时期

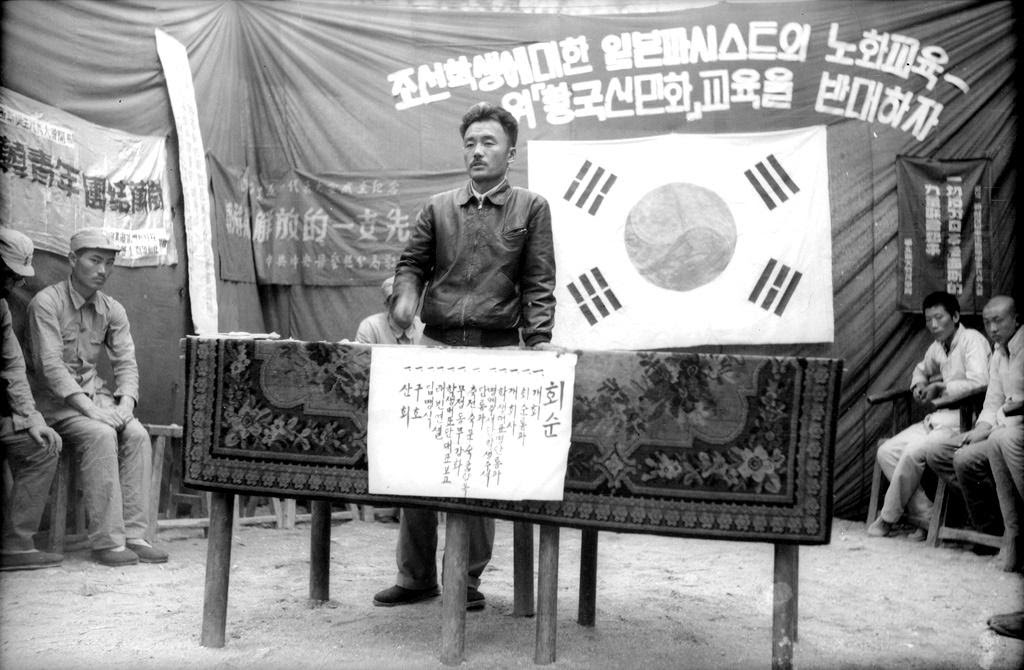
1944年的武亭

早在1939年元旦，武亭就带头签名号召关内朝鲜人联合抗日。百团大战后，他根据毛泽东和中共中央的指示安排，开始把工作重点放在培养朝鲜族干部上。1941年1月10日，“华北朝鲜青年联合会”在山西辽县（今左权县）桐峪镇上武村成立。武亭任会长:358-359:301-302。朴孝三等人带领原在国民党支持下成立的朝鲜义勇队100多人先后到达太行抗日根据地。1941年6月，武亭将这些队伍改编成朝鲜义勇队华北支队。朴孝三任支队长。同年8月，武亭在上武村创办朝鲜义勇军干部训练班，并任校长。同年10月26日，延安召开东方民族反法西斯代表大会。武亭作为朝鲜代表作了大会发言，并当选东方各民族反法西斯联盟领导之一:302。
1942年7月，华北朝鲜青年联合会在太行山清漳河畔麻田镇云头底村召开第二次代表大会。会议决定将联合会扩大为朝鲜独立同盟，并将建朝鲜义勇队华北支队扩编为朝鲜义勇军。武亭任总司令，朴孝三和朴一禹任副司令。同年5月，3万余日军对太行山根据地发动大规模“五月扫荡”。百余名朝鲜义勇军和八路军两个排在总部政治部主任罗瑞卿的带领下进行保卫战，保全了八路军总部。华北朝鲜青年联合会晋冀鲁豫分会会长陈光华和朝鲜义勇军领导者之一的石正等人在战斗中牺牲。:360-361:302-303
1942年12月1日，“华北朝鲜青年革命干部学校”在河北涉县中原村正式开学，武亭任校长。1942年，太行抗日根据地经历日军扫荡后，在1943年经历了50年来最严重的洪灾。1943年秋夏，根据地又发生了严重的蝗灾。武亭响应八路军总部“克服困难，发展生产”的号召，组织朝鲜青年在涉县开办了大众医院、三一商店、理发店、纺织厂等设施。为“自力更生丰衣足食”，他带领朝鲜青年挖野菜，开荒种地。1944年1月，“华北朝鲜青年革命干部学校”改名为“华北朝鲜革命军政学校”，分校设在太行抗日根据地。本校迁往延安。:361-363:303
1945年5月，武亭被八路军总部正式任命为朝鲜义勇军总司令。同年8月，八路军总司令彭德怀连续发布七条八路军对日军全面大反攻令，其中第六号是命令武亭率朝鲜义勇军随八路军进军中国东北，组织在东北朝鲜人民解放朝鲜。同年11月初，武亭率3000余名朝鲜义勇军与中共中央派出的首批干部一起到达沈阳。由于驻朝鲜苏军不允许任何武装进入朝鲜，武亭将义勇军改编成3个支队，分别派往东满、南满和北满开展扩军和消灭当地残敌的斗争。同年11月13日，武亭与朝鲜独立同盟主要干部70余人以个人身份乘坐苏联提供的火车前往平壤。:303

## 返回朝鲜后

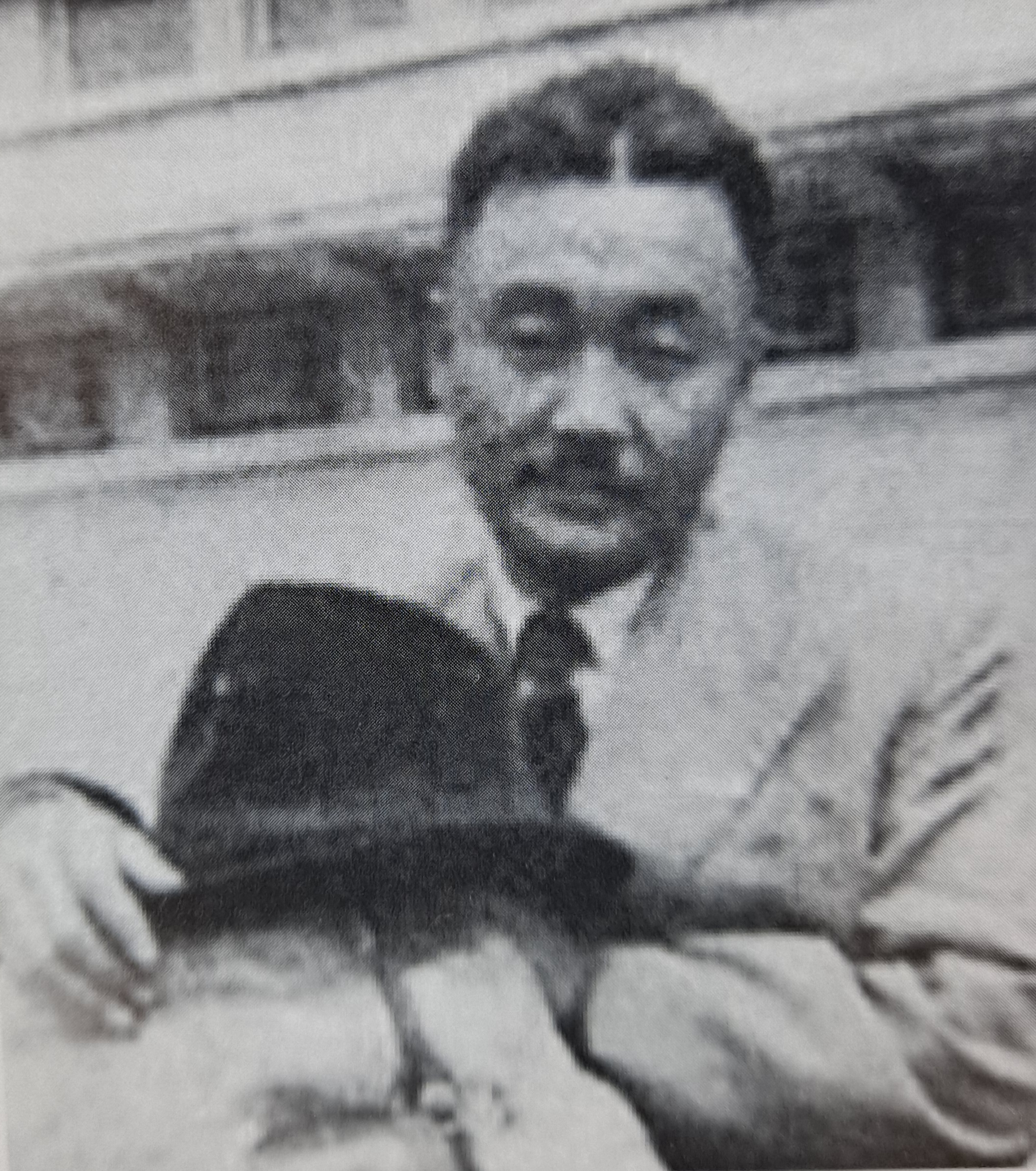
武亭便装照

1945年10月，尚在中国的武亭在朝鲜先后缺席当选朝鲜共产党北朝鲜分局第二书记和北朝鲜五道行政局副委员长。武亭到达平壤任职半年后逐渐退出了朝鲜领导高层:114。1948年2月，朝鲜人民军正式建军后，武亭被任命为朝鲜人民军副总司令兼炮兵总司令，被授予中将军衔。同年9月9日，朝鲜建国后，他开始担任民族保卫省副相（国防部副部长）之职，并兼任朝鲜人民军炮兵总司令:114。
1950年朝鲜战争爆发后，武亭接任金光侠第二军团军团长之职。在“八月攻势”中，武亭的部队担任进攻主力，全歼美军第二十四步兵师。9月15日，美军仁川登陆后，朝鲜人民军被拦腰截断。武亭奉命撤退，期间他为安全起见命令第二军团切断了所有的无线电联系，导致朝鲜人民军无法与第二军团联系，让朝鲜最高层很恼火。第二军团大部分顺利返回北方后，武亭奉命带领不足万人的预备师团保卫平壤。由于双方力量悬殊，他在朝鲜政府北撤后稍作抵抗便放弃了平壤。他因此受到严厉批评，被降为预备军团第七军团军团长。此后，他因开枪打死一名军医而被解除了军权。同年12月，朝鲜劳动党二届三中全会开除了他的军籍。此后不久，武亭胃溃疡剧烈发作。彭德怀把他送到长春一家罗马尼亚人开办的医院治疗。但由于病情过重，医生已经无力回天。应武亭的请求，他被送回故土，后于1952年10月在朝鲜一家普通军人医院病逝。:114